# Александровка (Выборгский район)
Александровка (до 1948 года Хатьялахти, фин. Hatjalahti) — деревня в Приморском городском поселении Выборгского района Ленинградской области.

## Название
Топоним Хатьялахти в переводе с финского означает «залив Хатья», где Хатья это родовое имя одного из первых жителей деревни стоявшей на берегу озера Хатьялахденъярви.
Летом 1940 года деревня Хатьялахти была поделена на две части — Хатьялахти I и Хатьялахти II. По решению собрания граждан деревни зимой 1948 года селению Хатьялахти I было присвоено наименование Красный Бор, а Хатьялахти II — Заболотье. Решением вышестоящих инстанций наименование Заболотье через полгода было изменено на Александровка с обоснованием: «…в память погибшего воина Советской Армии Александрова». Переименование было закреплено указом Президиума ВС РСФСР от 1 октября 1948 года.

## История
Упоминается в шведских налоговых документах с середины XVI века. В 1559 году деревня насчитывала 9 налогооблагаемых домохозяйств, в 1570 году 16 налогооблагаемых и 23 необлагаемых, а в 1600 году — 8 платёжеспособных, 8 неплатёжеспособных и 13 полностью опустошённых домохозяйств.
В 1706 и в 1723 годах в деревне насчитывалось 13 дворов. В 1723 году в деревне проживало 68 человек, а к 1810 году численность населения возросла до 216.
В окрестностях деревни с ранних времён строились помещичьи усадьбы. Первым был швед — полковник Питер Штормкранц, который 24 ноября 1648 года был пожалован девятью дворами в Хатьялахти.
В разгар Северной войны территория Хатьялахти была дарована русскому военачальнику Петру Боссе, в 1720 году стала собственностью адмирала Корнелия Крюйса, а после смерти его вдовы перешла в ведение Сестрорецкого оружейного завода.
В северной части деревни находилась усадьба Муталахти. В 1906 году бывшую усадьбу Филонова купил петербуржец Евгений Ермолов. Он перестроил господский дом заново и выкупил заодно расположенную по-соседству усадьбу Леоносова. Кроме особняка в этом имении находились оранжереи, конюшня, сложенная из гранитных блоков, с готическими стрельчатыми проёмами окон, пристань, многочисленные хозяйственные постройки и вместительные погреба.
После 1918 года хозяева бывшей усадьбы Леоносова вновь переменились. Вначале ее владельцем стал садовник Мангстром, затем она перешла к депутату парламента, позднее имение приобрел министр Албин Маннер, который в 1931 году продал его баронессе Мункки. После неё усадьба была передана Дому инвалидов и там организовали Егерский Дом «Хатьялахти», в котором егеря-инвалиды Гражданской войны проводили свой отдых, любуясь живописными окрестностями.

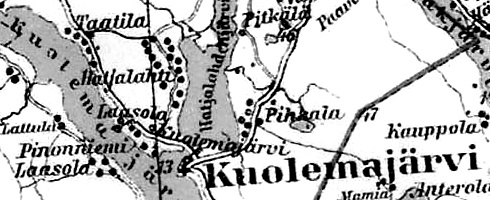
Деревня Хатьялахти на финской карте 1923 года

Кроме усадьбы Филонова в деревне имелись дачи статских советников профессора Владимира Шинкевича и Ивана Бережкова, коллежского советника Чичиперова, некой Гестер, садовника Василия Егорова, театрального деятеля Владимира Лачинова.
До 1939 года деревня Хатьялахти входила в состав волости Куолемаярви Выборгской губернии Финляндской республики. В 1939 году в ней насчитывалось более семи десятков дворов, осенью 1941 года их осталось 14 % от прежнего числа в плохом состоянии.
С 1 мая 1940 года по 30 сентября 1948 года — в составе Меллольского сельсовета Койвистовского района.
С 1 июля 1941 года по 31 мая 1944 года финская оккупация.
С 1 октября 1948 года деревня Хатьялахти учитывается административными данными как деревня Александровка в составе Александровского сельсовета Приморского района.
В 1950 году деревня насчитывала 261 жителя.
С 1 апреля 1954 года — в составе Рощинского района.
С 1 июня 1956 года — в составе Рябовского сельсовета.
С 1 февраля 1963 года — в составе Выборгского района.
Согласно административным данным 1966 и 1973 годов деревня Александровка находилась в составе Рябовского сельсовета.
По данным 1990 года деревня Александровка находилась в составе Краснодолинского сельсовета.
В 1997 году в деревне Александровка Краснодолинской волости проживали 3 человека, в 2002 году — 2 человека (все русские).
В 2007 году в деревне Александровка Приморского ГП проживали 2 человека, в 2010 году — 21 человек.

## География
Деревня расположена в западной части района к востоку от автодороги 41К-209 (Черничное — Пионерское).
Расстояние до административного центра поселения — 16 км.
Расстояние до ближайшей железнодорожной станции Куолемаярви — 9 км. 
Деревня находится на западном берегу Александровского озера.

## Демография
| 1950 | 2007 | 2010 | 2017 | 2021 |
| ---- | ---- | ---- | ---- | ---- |
| 261  | ↘2   | ↗21  | ↘3   | ↗59  |

## Улицы
Александровский проезд, Береговой проезд, Бирюзовый проезд, Дальний проезд, Долгая, Лазурный проезд, Мысовский проезд, Сенокосная, Сенокосный проезд, Сиреневый проезд, Усадебная.

## Садоводства
Усадьба Муталахти